# 東風平朝衛
東風平 朝衛（こちんだ ちょうえい、1701年 - 1766年）は、琉球王国の政治家、歌人。沖縄三十六歌仙の一人。正式には東風平親方朝衛と称する。唐名は向傑（しょうけつ）。称号は親方。豊見城御殿の門中である向氏当銘殿内（系祖・久志按司朝右）二代目（豊見城御殿門中としては三世）。父・久志按司朝右、母・毛氏真牛の長男として生まれる。組踊『万歳敵討』などの作者で知られる田里親雲上朝直は朝衛の弟である。
詳しい経歴は不明であるが、蔡温のあと、1752年に三司官に就任、1765年までの14年間その任にあった。歌人としても著名で、真境名安興の『沖縄一千年史』に古より有名な琉歌の名人6人のうちの1人に挙げられている。宜湾朝保『沖縄集』に、
の和歌が収録されている。